# Henry Arnold (sculpteur)
Pour les articles homonymes, voir Henry Arnold et Arnold.
Henry Arnold, né le 8 mars 1879 dans le 17e arrondissement de Paris et mort le 24 mai 1945 dans le 15e arrondissement de Paris, est un sculpteur français. 

## Biographie
Henry Arnold naît le 8 mars 1879 dans le 17e arrondissement de Paris. Il est le quatrième et dernier enfant d’Émile et Salomé Arnold, tous deux originaires de Mütterscholtz, près de Sélestat, en Alsace. À partir de 1897, Henry Arnold apprend le métier de sculpteur en tant que simple ouvrier du bâtiment auprès d’un compagnon ornementiste, puis en 1898, il entre à l’école des beaux-arts de Paris.
Entre 1900 et 1901, il fait un voyage d’un an et demi en Russie, à Moscou, où il exécute des travaux de décoration ornementale.
En 1903, il épouse Léonie d'Autezac, pianiste et compositrice, et expose au salon d’Automne et à la Société nationale des beaux-arts dont il devient sociétaire en 1906. À cette période, Henry Arnold fait partie de la « bande à Schnegg » qui oppose au romantisme de Rodin le sens de la synthèse et le retour au classicisme hellénique. Parmi ce groupe de sculpteurs, on trouve Charles Despiau, l’ami fidèle, Antoine Bourdelle, Robert Wlérick, Léon-Ernest Drivier, François Pompon, Louis Dejean, Alfred Jean Halou, Charles Malfray, Auguste de Niederhausern, Élisée Cavaillon, Jeanne Poupelet, Yvonne Serruys, etc.
En 1909, Henry Arnold devient professeur de dessin à l'école Germain Pilon (rebaptisée plus tard École des Arts Appliqués). L'année suivante naît sa fille Gisèle et en 1913 il divorce. En 1915, il est mobilisé. Il a alors 36 ans. Il est envoyé à Verdun pour creuser des tranchées. C’est là qu’il épouse Olga Blot, une cantatrice. En 1916, sur le front de Verdun, il met au point le « plateau altimétrique », système qui permet la fabrication de plans en relief. Il dépose un brevet et fait don de son invention à la France. Les plans réalisés de la sorte seront à l’origine de plusieurs succès militaires de la France et des Alliés.
En 1918, naît sa seconde fille, Odile.
En 1923, est créé le Salon des Tuileries, dont Henry Arnold devient le secrétaire général, puis en 1932, le Groupement syndical des artisans d’art au sein duquel il est président du Syndicat des sculpteurs.
En 1935, il écrit le livre Initiation à la sculpture pour le compte d’un éditeur d’art. En 1937, il devient vice-président de la classe de l’Artisanat à l’Exposition internationale de Paris, et réalise un le bas-relief L’Océanie pour le Palais de Chaillot. Henry Arnold travaille ensuite, en 1939, en collaboration avec deux architectes, à un projet de monument à La Havane, dédié à José Martí, libérateur de Cuba. La déclaration de guerre l’oblige à y renoncer et à quitter son atelier. À nouveau mobilisé — il a 59 ans —, Henry Arnold est envoyé à Bordeaux dans un service de cartographie. Sa fille Odile est embauchée et travaille à ses côtés jusqu’à l’arrivée des Allemands.
En 1942, Henry et Olga Arnold s’installent à Lyon, où ils restent jusqu’à la fin de la Seconde Guerre mondiale. Enfin, de retour à Paris, Henry Arnold meurt le 26 mai 1945, dans le 15e arrondissement de Paris, d’une congestion pulmonaire.

## Œuvres
- Première offrande ou Fillette à la colombe (1923)
- La Légende héroïque, monuments aux morts de Bouleurs, en Seine-et-Marne (1924)
- Suzanne surprise (1925)
- Jeune femme se coiffant (1926)
- Jeunesse (1926)
- Diane au faisan (1928)
- Diane (1929)
- L'Océanie, bas-relief pour le palais du Trocadéro (1936)
- La Beauté (1937)